# 徳島県立障害者交流プラザ
徳島県立障がい者交流プラザ（とくしまけんりつしょうがいしゃこうりゅうプラザ）は、徳島県徳島市南矢三町にある身体障害者の活動と交流を支援する施設。2006年（平成18年）4月にオープン。

## 概要
市町村域、広域で実施すべき事業を支援しており、徳島県域の中核拠点施設となっている。身体障害者、知的障害者及び精神障害者等、障害の種別に関係なく利用できる。
同プラザは、研修室、調理実習室、プレイルーム、アートワークルームなどの文化・芸術活動の場である「障がい者交流センター」、視覚障害者生活訓練室、点字図書館、字幕入りビデオライブラリーなど、視聴覚障害者の支援の場である「視聴覚障害者支援センター」、体育館、プールなどのスポーツ活動の場である「障害者スポーツセンター」からなる複合施設である。

## 施設
- 1階（ふれあいエリア、相談支援エリア、スポーツエリア）
  - 総合案内
  - 盲人卓球室
  - 福祉の店
  - 軽食喫茶室
  - 徳島県障害者相談支援センター事務室
  - プール
  - 体育館
- 2階（視聴覚情報エリア、スポーツエリア）
  - トレーニング室
  - ビデオライブラリー
  - 点字図書館
  - 生活訓練室（和室、洋室）
- 3階（交流エリア）
  - プレイルーム
  - 調理実習室
  - アートワークルーム
  - OA研修室
  - 研修室
  - 団体会議室

## 交通
鉄道
- JR佐古駅・蔵本駅より徒歩各約15分。

バス
- 徳島駅前バスターミナルより徳島市営バス「島田石橋行」乗車、「工業高校前」下車。